# OmVärlden (tidskrift)
OmVärlden är ett digitalt svenskt utrikesmagasin om bistånd, utveckling och globala frågor. Magasinet består bland annat av den prisbelönta reportagesajten OmVärlden berättar för längre reportage samt en podd. OmVärlden ägs av biståndsmyndigheten Sida, men görs av en oberoende redaktion. Tidningen, som från början hette Sida/Rapport kom ut första gången 1970. År 1995 bytte den namn till OmVärlden. Den gavs fram till i december 2014 ut som papperstidning.  
Chefredaktör och ansvarig utgivare är sedan hösten 2021 Erik Larsson. Innan dess leddes tidningen av Erik Halkjaer, som också ledde arbetet med att digitalisera tidningen 2015-2016. Tidigare chefredaktörer har bland andra varit Ylva Bergman (2016-2019), Anki Wood, Jesper Bengtsson,Ylva Johnson, Jöran Hök och Mats Sundgren.  
År 2010 vann tidskriften andra pris i Resumés tävling Tidskriftsallsvenskan.
OmVärlden berättar vann Publishingpriset webbkategori 2016 och 2018 Publishingpriset för bästa webbtidning och det visuella priset, 2015 Svenska designpriset i klassen redaktionellt - digitalt och fick 2016 hederspris när tidningen Internetworld utsåg Sveriges 100 bästa sajter. 2017 nominerades OmVärlden till Publishingpriset för bästa webbtidning. Podden utsågs 2015 av lyssnarna till en av Sveriges 15 bästa nyhets- och samhällspoddar, i Svenska podcastpriset.
Den 1 december 2023 kom beskedet att tidningen blir utan ansvarig utgivare och därför pausas eftersom Sida inte fått budget för den för 2024. I samband med det släcks hemsidan.